# Paroecia acutepicta
Paroecia acutepicta är en fjärilsart som beskrevs av W. Warren 1907. Paroecia acutepicta ingår i släktet Paroecia och familjen Uraniidae. Inga underarter finns listade i Catalogue of Life.